# U.S. Clay Court Championships 1986
U.S. Clay Court Championships 1986 (також відомий під назвою U.S. Open Clay Courts) - тенісний турнір, чоловіча частина якого проходила в рамках Grand Prix, а жіноча - Championship Series. Відбувся в Індіанаполісі (США). Відбувсь увісімнадцяте і востаннє серед жінок. Андрес Гомес і Штеффі Граф здобули титул в одиночному розряді і отримали відповідно 51 і 38 тис. доларів.
Тривав з 27 квітня до 4 травня під час європейського ґрунтового сезону, але погода була погана, відвідуваність нижча за попередні роки і жоден із 16 перших тенісистів світу не брав участі.

## Фінальна частина

### Одиночний розряд, чоловіки
Андрес Гомес —  Тьєррі Тюлан 6–4, 7–6(7–1)

### Одиночний розряд, жінки
Штеффі Граф —  Габріела Сабатіні 2–6, 7–6(7–5), 6–4

### Парний розряд, чоловіки
Ганс Гільдемайстер /  Андрес Гомес —  Джон Фіцджеральд /  Шервуд Стюарт 6–4, 6–3

### Парний розряд, жінки
Штеффі Граф /  Габріела Сабатіні —  Джиджі Фернандес /  Робін Вайт 6–2, 6–0